# Karl-Heinz Thun
Karl-Heinz Thun, född den 29 april 1937 i Rostock och död den 15 juni 1993 i Rostock, var en östtysk seglare.
Han tog OS-silver i drake i samband med de olympiska seglingstävlingarna 1972 i München.